# Teenager of the Year
Teenager of the Year är Frank Blacks andra soloalbum. Black gästades av sin förre rumskamrat och Pixies gitarrist Joey Santiago som spelade gitarr på fem av spåren.

## Låtlista
1. "Whatever Happened to Pong?" – 1:34
2. "Thalassocracy" – 1:33
3. (I want to live on an) Abstract Plain – 2:17
4. Calistan – 3:22
5. The Vanishing Spies – 3:37
6. Speedy Marie – 3:33
7. Headache – 2:52
8. Sir Rockaby – 2:54
9. Freedom Rock – 4:16
10. Two Reelers – 3:01
11. Fiddle Riddle – 3:29
12. Ole Mulholland – 4:41
13. Fazer Eyes – 3:36
14. I Could Stay Here Forever – 2:27
15. The Hostess with the Mostest – 1:56
16. Superabound – 3:10
17. Big Red – 2:41
18. Space is Gonna do me Good – 2:22
19. White Noise Maker – 2:42
20. Pure Denizen of the Citizen's Band – 2:20
21. Bad, Wicked World – 1:57
22. Pie in the Sky – 2:13